# Henkel
La Henkel AG& Co KGaA (dove KGaA sta per Kommanditgesellschaft auf Aktien o società in accomandita per azioni ed è quindi equivalente a SApA) è un'azienda chimica tedesca, con sede a Düsseldorf e 125 rappresentanze in altrettanti Paesi. L'azienda si compone di tre settori operanti in tre aree strategiche: home care (prodotti casalinghi, come detersivi per il bucato e per i piatti), personal care (prodotti per l'igiene personale come shampoo, dentifricio, tintura per capelli e bagnoschiuma), e Adhesives, Sealants & Surface Treatment (adesivi, sigillanti e prodotti per il trattamento delle superfici).

## Storia
La società fu fondata nel 1876 ad Aquisgrana con il nome Henkel & Cie da Fritz Henkel (un imprenditore ventottenne con la passione per la scienza) insieme a due altri soci, e il primo prodotto commercializzato fu lo Universalwaschmittel, un detergente universale basato sul silicato.
Nel 1878 Henkel spostò la sede sociale sul Reno, a Düsseldorf, per sfruttare le migliori condizioni logistiche e la vicinanza alla Ruhr, l'area industriale più importante dell'impero tedesco del XIX secolo. Contemporaneamente brevettò la Bleich-Soda (Soda sbiancante), un prodotto detergente che poteva essere ottenuta a prezzi molto convenienti, frutto delle ricerche di Henkel stesso, che nel 1879 divenne unico proprietario della società. Le vendite della soda crescevano a ritmi vertiginosi, e a solo un anno dalla prima commercializzazione la fabbrica sulla Schützenstraße non fu più in grado di reggere i ritmi di produzione, così Henkel fece costruire un nuovo impianto dotato di collegamento ferroviario.
Nel 1883 la società cominciò ad ampliare il proprio portafoglio di prodotti, con coloranti, detergenti liquidi e pomate per capelli. Nel 1888 aprì il primo punto vendita al di fuori del Paese (in Austria) e nel 1893 stabilì canali commerciali con Inghilterra e Italia. L'anno precedente, nel 1892, il figlio di Henkel, Fritz Jr., aveva cominciato a lavorare nell'azienda, e avrebbe avuto un ruolo importante nella sua promozione pubblicitaria; il figlio più giovane, Hugo, laureatosi in chimica, entrò nell'azienda nel 1905, e diede una sistematizzazione al reparto ricerche. L'azienda divenne così a conduzione familiare.

## Prodotti
Fra i prodotti più noti della Henkel vi sono i detersivi per il bucato Dixan, Bio Presto, Coloreria e Perlana, i detersivi per le stoviglie Nelsen e Pril e il prodotto per la pulizia della casa Bref. Si aggiungono l'ammorbidente per il bucato Vernel, i prodotti per la cosmesi dei capelli Schwarzkopf, di cui fanno parte le linee di colorazioni, gel, lacche e spume con i marchi Taft e Palette, i prodotti per l'igiene orale e per lo shampoo Antica Erboristeria e le colle Loctite, Pritt, Super Attak e Pattex.